# Чемпионат Европы по борьбе 1995
В 1995 году чемпионат Европы по греко-римской борьбе среди мужчин прошёл в Безансоне (Франция), а чемпионат Европы по вольной борьбе среди мужчин — в Фрибуре (Швейцария).

## Медалисты

### Греко-римская борьба (мужчины)
| Категория    | Золото              | Серебро             | Бронза               |
| ------------ | ------------------- | ------------------- | -------------------- |
| до 48 кг     | Иоаннис Агаджанян   | Зафар Гулиев        | Олег Кучеренко       |
| до 52 кг     | Армен Назарян       | Альфред Тер-Мкртчян | Андрей Калашников    |
| до 57 кг     | Руслан Хакимов      | Агаси Манукян       | Ян Ульбрих           |
| до 62 кг     | Влодзимеж Завадский | Сергей Мартынов     | Игорь Петренко       |
| до 68 кг     | Гани Ялуз           | Рышард Вольны       | Марко Юли-Ханнуксела |
| до 74 кг     | Стоян Добрев        | Мирча Константин    | Владимир Копытов     |
| до 82 кг     | Сергей Цвир         | Христо Станчев      | Гоча Цициашвили      |
| до 90 кг     | Гоги Когуашвили     | Майк Булльман       | Вячеслав Олейник     |
| до 100 кг    | Микаэль Люндберг    | Георгий Салдадзе    | Сергей Лиштван       |
| свыше 100 кг | Александр Карелин   | Сабан Донат         | Сергей Мурейко       |

### Вольная борьба (мужчины)
| Категория    | Золото             | Серебро           | Бронза            |
| ------------ | ------------------ | ----------------- | ----------------- |
| до 48 кг     | Вугар Оруджев      | Ласло Овари       | Виктор Ефтени     |
| до 52 кг     | Намик Абдуллаев    | Метин Топактас    | Иван Цонов        |
| до 57 кг     | Асланбек Фидаров   | Серафим Бырзаков  | Ариф Абдуллаев    |
| до 62 кг     | Магомед Азизов     | Юрген Шайбе       | Сергей Смаль      |
| до 68 кг     | Вадим Богиев       | Юксель Шанлы      | Араик Геворгян    |
| до 74 кг     | Александр Лайпольд | Туран Джейлан     | Насыр Гаджиханов  |
| до 82 кг     | Магомед Ибрагимов  | Сергей Губринюк   | Расул Катиновасов |
| до 90 кг     | Махарбек Хадарцев  | Эльдар Куртанидзе | Сагид Муртазалиев |
| до 100 кг    | Давид Мусульбес    | Милан Мазац       | Арават Сабеев     |
| свыше 100 кг | Махмут Демир       | Мераб Валиев      | Лери Хабелов      |